# Senato (Iran)
Il Senato (in persiano مجلس سنا‎, Majles-e Senā) è stata la camera legislativa della Camera alta dello Stato imperiale dell'Iran dal 1949 al 1979. Con la rivoluzione costituzionale persiana del 1906 era stata istituita una legislatura bicamerale, ma il Senato non fu effettivamente creato fino all'esito delle elezioni dell'Assemblea costituente del 1949, come espressione del desiderio di Shah Mohammad Reza Pahlavi per una migliore distribuzione del potere (in maniera simile a molti paesi democratici). La metà dei sessanta seggi del Senato era nominata direttamente dallo Scià mentre l'altra metà veniva scelta direttamente a livello popolare: quindici in rappresentazione di Teheran e i restanti da altre regioni.
Il Senato fu sciolto dopo la rivoluzione iraniana del 1979, quando la nuova costituzione istituì una legislatura unicamerale.
Al 2023 l'ex palazzo del Senato è utilizzato dall'Assemblea degli Esperti.

## Storia

### Costituzione
Istituita ai sensi del capitolo 3, articolo 45 della Costituzione persiana del 1906,

### Edificio
Il Senato dell'Iran fu progettato dall'architetto Heydar Ghiaï nel 1955.  La costruzione fu guidata da Rahmat Safai e la cupola rappresentò uno dei progetti tecnicamente più impegnativi dell'intera impresa.
L'edificio è raffigurato sul retro della banconota da 100 rial.

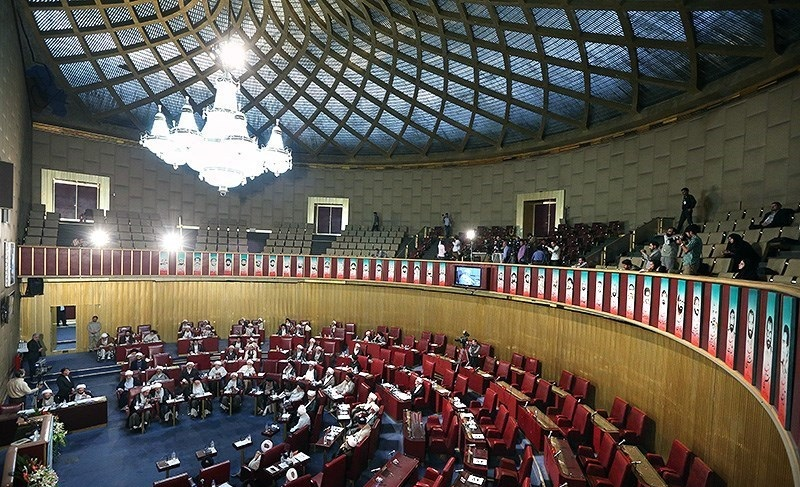
Interno del basamento e cupola dell'emiciclo, utilizzato dall'Assemblea degli Esperti nel 2014, dall'architetto Heydar Ghïai
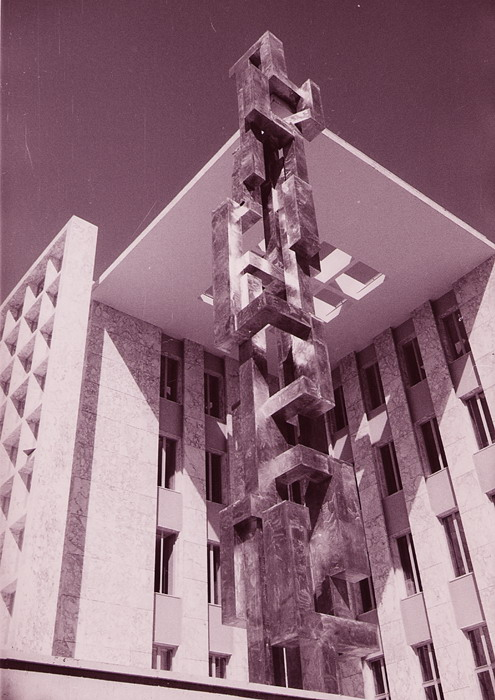
Colonna della facciata principale

### Membri
- Mahmoud Hessaby (1951-1963).
- Ali Dashti for 1954-1979.[6]

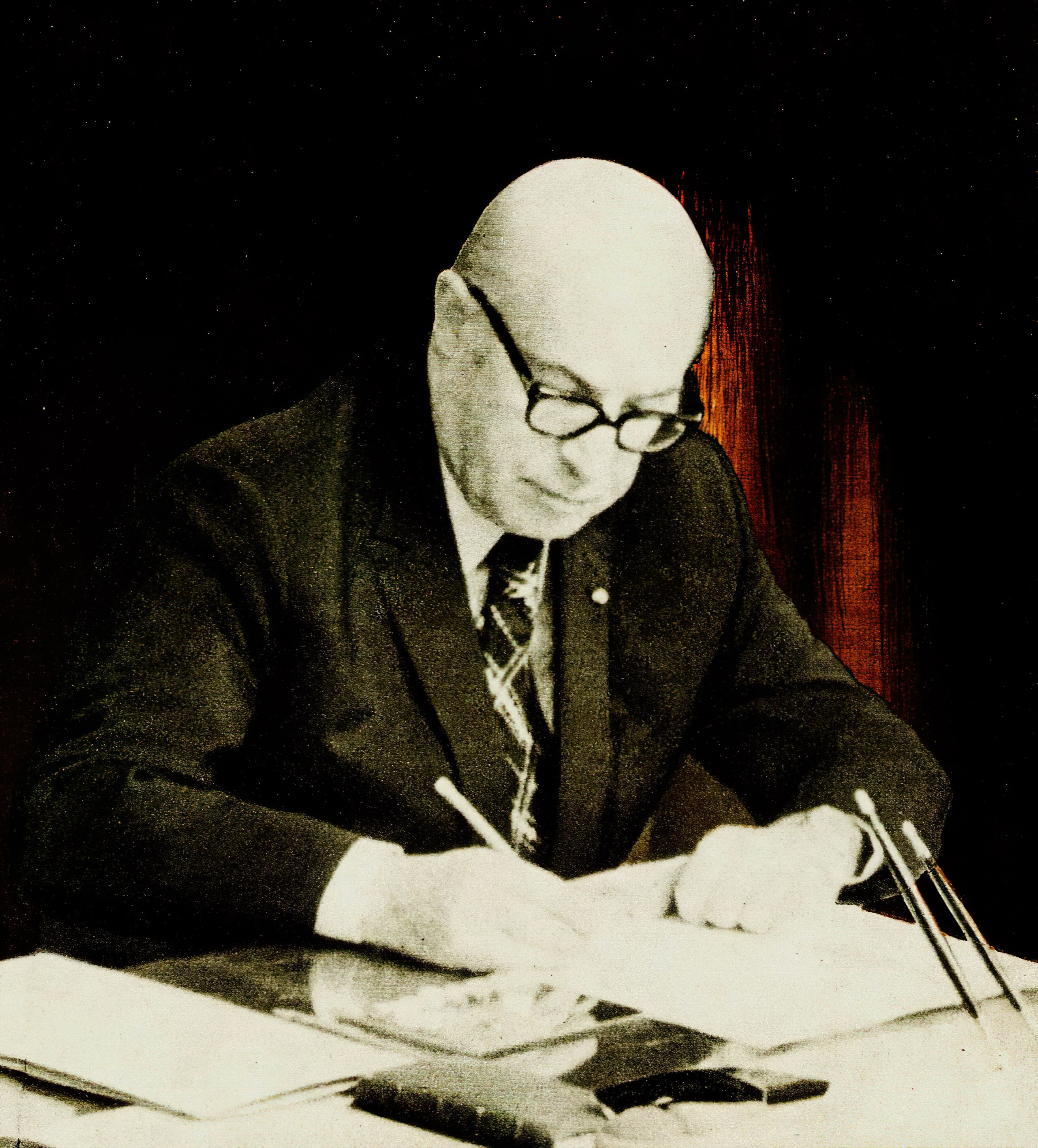
Jafar Sharif-Emami, presidente del Senato fino al 1978

- Jafar Sharif-Emami, Primo ministro dell'Iran (1960-1961 e 1978), fu un membro del Senato iraniano.[7][8] Fu Presidente per diversi anni.[9]
- Jamshid Aalam (1973-1979).

### Elenco dei presidenti del Senato
| Nome               | Mandato           | Mandato           |
| ------------------ | ----------------- | ----------------- |
| Ebrahim Hakimi     | 19 agosto 1951    | 1º marzo 1957     |
| Hassan Taqizadeh   | 1 marzo 1957      | 1º settembre 1960 |
| Mohsen Sadr        | 11 settembre 1960 | 11 settembre 1964 |
| Jafar Sharif-Emami | 11 settembre 1964 | 24 marzo 1978     |
| Mohammad Sajadi    | 24 marzo 1978     | 10 febbraio 1979  |

### Scioglimento
Durante i suoi anni di attività il Senato fu sciolto una volta nel maggio 1961.
Dopo la rivoluzione iraniana del 1979, il governo istituì il monocameralismo, il Senato fu sciolto e il nuovo Majlis si riunì nell'edificio del Senato.
Con la costruzione del nuovo edificio del parlamento in piazza Baharestan, l'edificio ospita alcune riunioni governative e quelle annuali dell'Assemblea degli Esperti.

## Elezioni

### Voti espressi
| Teheran                       | 15 | 347.358     | 393.538   | 542.877   |  |  |  |  |
| Qazvin                        | 1  | 63.272      | 393.538   | 258.616   |  |  |  |  |
| Mashhad                       | 2  | 41.179      | 213.750   | 314.941   |  |  |  |  |
| Esfahan                       | 1  | 48.613      | 98.117    | 333.120   |  |  |  |  |
| Tabriz                        | 2  | 21.450      | 23.392    | 100.299   |  |  |  |  |
| Ahvaz                         | 1  | 111.538     | 142.832   | 275.907   |  |  |  |  |
| Sari                          | 1  | 149.512     | 173.126   | 265.106   |  |  |  |  |
| Shiraz                        | 2  | Sconosciuto | 235.745   | 230.507   |  |  |  |  |
| Rasht                         | 1  | Sconosciuto | 21.243    | 168.097   |  |  |  |  |
| Rezaieh                       | 1  | 42.712      | 86.999    | 101.998   |  |  |  |  |
| Kerman                        | 1  | 26.852      | 68.525    | 240.384   |  |  |  |  |
| Kermanshah                    | 1  | Sconosciuto | 197.214   | 143.219   |  |  |  |  |
| Hamedan                       | 1  | 153.481     | 155.523   | 221.754   |  |  |  |  |
|                               |    |             |           |           |  |  |  |  |
| Voti totali                   | 30 | +1.000.000  | 1.810.004 | 3.196.825 |  |  |  |  |
| Fonte: Ministero dell'Interno |    |             |           |           |  |  |  |  |

## Composizione

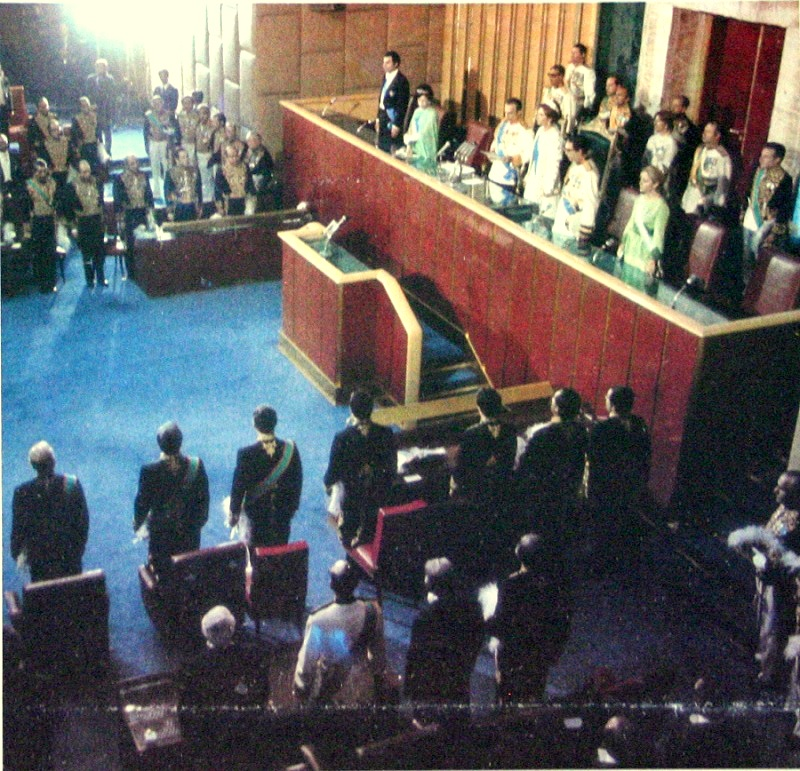
Shah Mohammad Reza Pahlavi e la famiglia imperiale al Senato persiano (iraniano), Teheran, 1975

### 1967
Nel 1967, la composizione del Senato comprendeva 48 membri del Partito Nuovo d'Iran al potere e 11 membri del Partito Popolare dell'opposizione, mentre un senatore non era affiliato.

### 1971
Nel 1971, né il Partito Nuovo Iran né il Partito Popolare detenevano la maggioranza al Senato e avevano rispettivamente 27 e 9 membri. I restanti 24 senatori erano apartitici.

### 1975
Nel 1975 tutti i senatori erano membri del partito unico del paese.

## Eventi principali
- Il 9 febbraio 1950 avvenne la prima sessione inaugurale presieduta da Mohammad Reza Pahlavi.
- Nel 1952, Mohammad Mosaddegh riuscì a ottenere il potere di governare per decreto – prima per un periodo di sei mesi e poi prorogato – grazie alla sua popolarità. Successivamente organizzò un referendum nel 1953, ottenne i voti e sciolse sia il Majlis che il Senato.[14] Dopo la cacciata di Mossadeq, gli organi legislativi furono ripristinati.
- Nel 1961, Mohammad Reza Pahlavi sciolse sia il Majlis che il Senato;[15] qualche tempo dopo furono restaurati.
- Nel 1979 il Senato approvò il governo di Shapur Bakhtiar, ultimo primo ministro sotto lo scià Mohammad Reza Pahlavi.